# Papa Agapit I
Agapit I o Agapet I (? - Constantinoble 536), fou escollit papa el 13 de maig de l'any 535, fill de Gordià, un sacerdot assassinat durant les revoltes en temps de Símmac I.
Va col·laborar amb Cassiodor en la fundació a Roma d'una biblioteca eclesiàstica d'autors grecs i llatins i el va ajudar amb el projecte del monestir i scriptorium de Vivàrium, on es treballava en la traducció dels filòsofs grecs al llatí.
Es va dedicar a revisar el llibre d'anatemes del Papa Bonifaci II contra el seu rival Diòscor acusat falsament de simonia. Els catòlics de Constantinoble li van demanar ajut quan el monofisita Àntim I de Constantinoble fou nomenat bisbe per Teodora. Davant del perill d'invasió d'Itàlia per Justinià I va fer que el rei Ostrogot Teodat l'enviés a Constantinoble per veure de convèncer l'emperador de canviar d'objectiu. No ho va aconseguir, però sí que Àntim fou deposat com a bisbe i elegit al seu lloc Menes, que Agapit mateix va consagrar.
Se'n conserven dues cartes a Justinià, en les que refusa reconèixer als arrians i dos més dirigides als bisbes d'Àfrica sobre el mateix tema, i finalment una al bisbe Reparatus de Cartago, en contestació de la carta que aquest li havia enviat com a felicitació per la seva elecció a la santa seu.
Va morir a Constantinoble el 22 d'abril de 536 enverinat per ordre de Teodora, l'esposa de l'emperador Justinià I.

## Celebració
La seva festa se celebra el dia 20 de setembre per l'església catòlica. L'església ortodoxa, per part seva, la celebra el dia 22 d'abril, dia de la seva mort.